# Flight Control
《Flight Control》是一款适用于iOS、Wii、任天堂DS、Android和Windows Phone 7的时间管理电子游戏，由火猴工作室开发，于2009年3月5日首次在iOS上发布。该软件于2009年4月6日在19个国家的App Store上成为最畅销的软件，销量超过380万份。在非苹果手机上的开发和发行由南梦宫根据许可处理。
2010年3月，该游戏的高清版《Flight Control HD》在iPad上发布，并于2010年9月15日在PlayStation Network（支持PlayStation Move控制器）上发布。PlayStation 3版本则有附加功能，包括立体3D模式、1080p分辨率、四人合作游戏、以及具有昼夜周期更替的独家新地图Metropolis。《Flight Control》也被移植到Microsoft Windows和OS X操作系统，并通过Steam发行。 除了增加一个新机场外，其他方面都与iPad版本类似。Mac版本于2011年7月21日通过Mac App Store发布。
2015年9月，《Flight Control》的iOS版本从App Store中被下架，但它仍然在Android上销售。

## 游戏玩法
玩家在非常繁忙的机场担任空中交通管制员。 该机场设有可起降大型红色喷气式飞机、小型黄色飞机的跑道和蓝色直升机的停机坪。玩家可沿着场地绘制滑行道，将每架飞机引导到其指定的着陆区。每架成功着陆的飞机都会给玩家所得的分数加一分。随着玩家得分的增加，出现在屏幕上的飞机数量也会增加。当两架或多架飞机相撞时，游戏结束。玩家可以使用Firemint的云单元技术将自己机场的最高着陆次数上传到在线排行榜以及iOS游戏中心的排行榜，以此来获得高分。1.2版本的更新包括四架额外的飞机和两个新场景（海滩和航空母舰）。1.3版本更新包括使用蓝牙通过第二台设备启用多人游戏。1.5的更新包括一个新的澳大利亚内陆地图，其中包括澳大利亚皇家飞行医生服务的飞机，这些飞机无法重定向。
2010年5月11日发布的1.7更新彻底修改了图形引擎，其为游戏添加了更高质量、更具现代化的动画及细节。对于喜爱Flight Control主题曲的粉丝来说，1.7的更新扩展了在标题屏幕播放歌曲的长度，而名为“Safe Fast Forward”的新游戏速度调整功能也被包括在内。当飞机失事迫在眉睫时，“Safe Fast Forward”将游戏减慢到正常速度，让玩家有更多的时间来防止飞机坠毁。此外，该版本新增加的机场“Windy Airfield”，只允许玩家在面向风的跑道上降落飞机，而与风向相同方向的跑道将会被关闭，直到风向转为逆风，而其中的风闸表示当前风向。最新的更新使可玩的跑道总数达到五个。

## 评价
《Flight Control》一直是在20多个国家中下载量第一的付费应用程序，它已在全球售出超过380万份。
《Flight Control》得到了普遍好评。IGN对此游戏给出了8/10分的评分，并称赞其持久的游戏玩法。Pocket Gamer也给出了8/10的评分，称赞道："如果你能把飞行控制放在注射器中，它竟几乎可以被视为A类药物。它非常的简单和令人上瘾。“2010年，Pocket Gamer将其评为iPhone最佳休闲/益智类游戏。

## 续集
2012年3月15日，火猴工作室（现为艺电的一部分）发布了《Flight Control Rocket》。